# Croatia Open Umag 2024
Croatia Open Umag 2024 — тенісний турнір, що проходив на ґрунтових кортах у місті Умаг, Хорватія з 22 до 28 липня. Належав до категорії ATP 250, був турніром серії Відкритий чемпіонат Хорватії з тенісу 2024 року.

## Фінальна частина

### Одиночний розряд
Франсіско Черундоло —  Лоренцо Музетті 2–6, 6–4, 7–6(7–5)

### Парний розряд
Guido  Andreozzi /  Мігель Ангел Реєс-Варела —  Мануель Гінар /  Грегуар Жак 6–4, 6–2